# Prințul din Bel Air
Prințul din Bel Air (The Fresh Prince of Bel Air) este un sitcom american produs de televiziunea NBC. A avut șase sezoane, care au rulat inițial între anii 1990 și 1996, în total 148 de episoade. Rolurile principale au fost jucate de Will Smith, James Avery, Janet Hubert-Whitten, Daphne Maxwell Reid, Alfonso Ribeiro, Karyn Parsons, Tatyana Ali, Joseph Marcell, Ross Bagley și DJ Jazzy Jeff.

## Actori
- Will Smith este Will "The Fresh Prince" Smith
- Alfonso Ribeiro este Carlton Banks
- James Avery este Philip Banks
- Karyn Parsons este Hilary Banks
- Janet Hubert-Whitten este Vivian Banks (sezoanele 1–3)
- Daphne Maxwell Reid este Vivian Banks (sezoanele 4–6)
- Tatyana M. Ali este Ashley Banks
- Joseph Marcell este Geoffrey, Majordomul
- Ross Bagley este Nicholas "Nicky" Banks
- Jeffrey Townes este DJ Jazzy Jeff "Jazz"
- Nia Long  este Lisa Wilkes, iubita lui Will și apoi logodnica
- Tyra Banks este Jackie Ames, este fosta iubită a lui Will
- Vernee Watson-Johnson este Vy Smith, mama lui Will